# Tildia oscari
Tildia oscari is een vlinder uit de familie van de Nymphalidae. De wetenschappelijke naam van de soort is voor het eerst gepubliceerd in 1902 door Lionel Walter Rothschild.
De soort komt voor in Ethiopië.